# Andrzej Seyfried

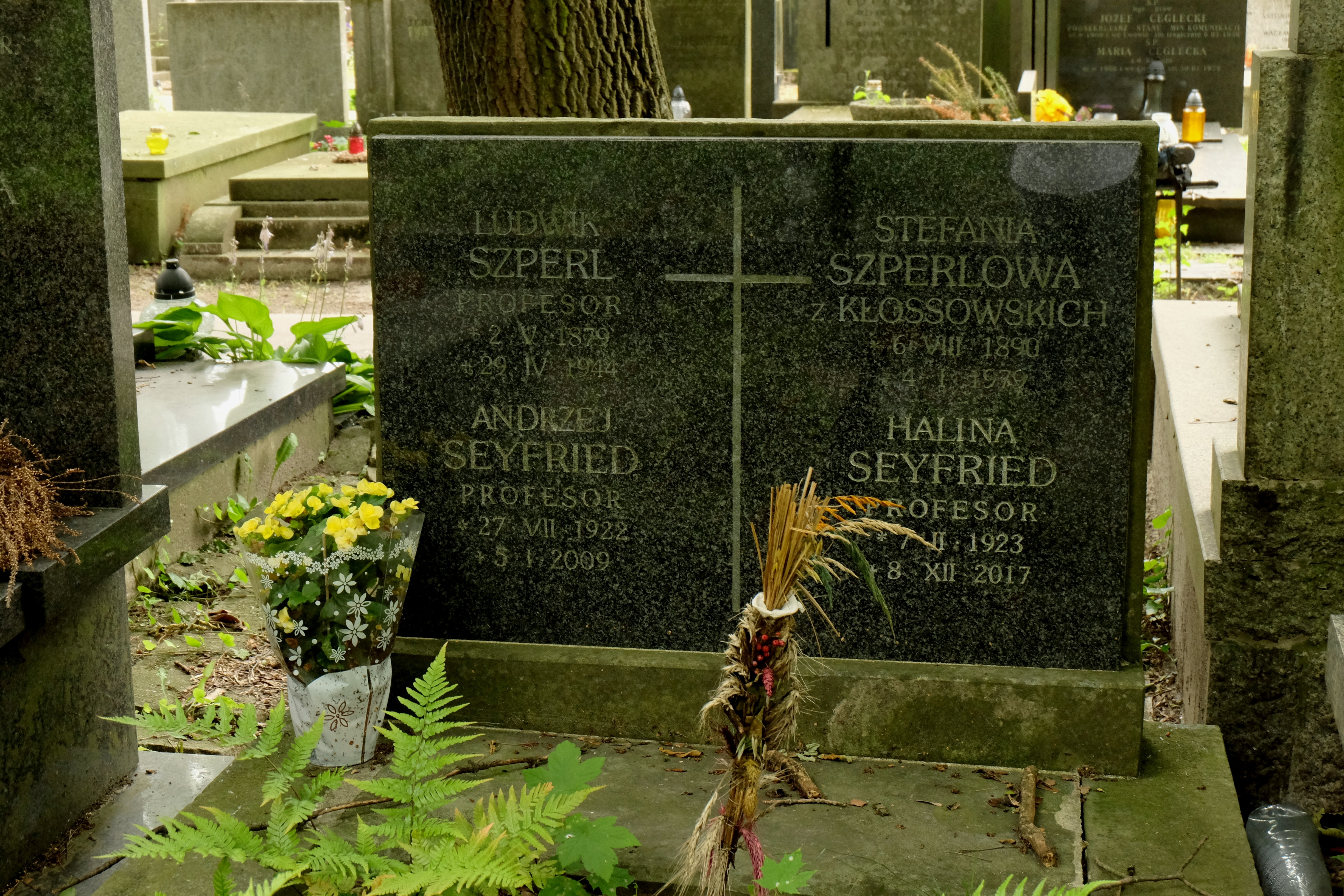
Grób profesorów Andrzeja Seyfrieda, Haliny Seyfried i Ludwika Szperla na Cmentarzu Powązkowskim w Warszawie

Andrzej Seyfried (ur. 27 lipca 1922 we Lwowie, zm. 5 stycznia 2009) – polski uczony, profesor medycyny, specjalista w zakresie rehabilitacji, doktor honoris causa Akademii Wychowania Fizycznego w Warszawie. Od 1963 piastował funkcję eksperta do spraw rehabilitacji Światowej Organizacji Zdrowia (WHO). W latach 2003–2007 był członkiem Komitetu Rehabilitacji, Kultury Fizycznej i Integracji Społecznej PAN. Pionier w dziedzinie patobiomechaniki oraz w zakresie leczenia polio.
Uczeń znanej lwowskiej szkoły powszechnej i gimnazjum Mieczysława Kistryna. Absolwent Wydziału Lekarskiego Uniwersytetu Poznańskiego z 1949. W 1950 uzyskał stopień doktora medycyny, w 1970 stopień doktora habilitowanego, a w 1980 tytuł profesora zwyczajnego. Był uczniem światowej sławy ortopedy Wiktora Degi. Od 1984 był nauczycielem akademickim na AWF w Warszawie, pełniąc jednocześnie do 1987 funkcję pierwszego dziekana Wydziału Rehabilitacji tejże Uczelni. Wśród wypromowanych przez niego doktorów znaleźli się m.in.: Małgorzata Wisłowska (1986), Ida Wiszomirska (2004), Aleksandra Truszczyńska-Baszak (2005).
W 1953 założył Ośrodek Rehabilitacji w Połczynie Zdroju, a w kolejnym roku sanatorium Ortopedyczno-Rehabilitacyjnego w Zagórzu koło Warszawy. W 1962 doprowadził do powstania Zakładu Rehabilitacji w Instytucie Reumatologii w Warszawie, którego był kierownikiem do 1984. W ramach pracy w WHO kierował między innymi międzynarodową ekipą w Algierii, a także pełnił funkcję eksperta w Biurze Regionalnym WHO Południowo-Wschodnim na terenie Indii i Cejlonu, a także w Biurze Regionalnym WHO Zachodni Pacyfik. Za swoją działalność oraz zasługi w zakresie leczenia polio został nagrodzony przez WHO – Certificate of Appreciation.
W pracy naukowej zajmował się między innymi: mechanizmami umożliwiającymi kompensację istniejących dysfunkcji, opracowaniem metodyki oceny zmian patologicznych w obrębie układu ruchu, określeniem czynników determinujących wyniki rehabilitacji kompleksowej, zagadnieniami poprawy funkcji ręki reumatoidalnej, a także fizjoterapią dzieci z chorobami nerwowo-mięśniowymi.  Razem z Stefanem Pągowskim porównał funkcjonowanie tego stawu w ręce zdrowej i reumatoidalnej. Był autorem około 100 prac opublikowanych w czasopismach polsko-, angielsko-, francusko- i niemieckojęzycznych. Jest pochowany na cmentarzu Powązkowskim w Warszawie (kwatera 139, rząd 5, grób 4). 